# Свети Димитрије Кигиријски
Свети Димитрије, је хришћански светитељ, епископ Хитре, који је живео средином 9. века.

## Живот
Живео је у време цара Теофила иконоборца (829-843). Рођен је у селу Сакес у Китреји на Кипру. Отац му је био свештеник. Замонашио се, а затим га је епископ Хитре Евстатије поставио за старешину. Затим је наследио епископа Евстатија на епископском трону. Био је заробљен заједно са својом поством од стране Египћана. Вративши се из заробљеништва на Кипар, поживео је остатак свога живота побожно и богољубно. 
Умро је у дубокој старости. 
Православна црква празнује светог Димитрија 6. новембра.